# Prunelli-di-Casacconi
Prunelli-di-Casacconi é uma comuna francesa na região administrativa de Córsega, no departamento da Alta Córsega. Estende-se por uma área de 6 km². 